# Ryggfjälltjärnarna (Hotagens socken, Jämtland, 712231-143458)
Ryggfjälltjärnarna är en sjö i Krokoms kommun i Jämtland och ingår i Ångermanälvens huvudavrinningsområde. Ryggfjälltjärnarna ligger i Gråberget-Hotagsfjällen Natura 2000-område.